# Долина на Тенеси
Долината на Тенеси (на английски: Tennessee Valley) е долина в източната част на Съединените американски щати, по течението на река Тенеси.
Долината заема значителна част от щата Тенеси, както и съседни области от съседните щати Кентъки, Вирджиния, Северна Каролина, Джорджия, Алабама и Мисисипи. Източната част, по горното течение на реката, е една от поредицата долини, образуващи Голямата апалачка долина, докато останалите части формират югоизточния край на Вътрешните равнини.